# Yohl Ik'nal

Mayaglief van koningin Yohl Ik'nal

Yohl Ik'nal, ook bekend als Vrouwe Kan Ik of Vrouwe K'anal Ik'nal (overleden 4 november 604) was ahau (koningin) van de Maya-stadstaat Palenque. Ze besteeg de troon op 23 december 583 en regeerde tot aan haar dood.
Yohl Ik'nal was een nazaat van de stichter van Palenque, K'uk' Bahlam I, en een grootmoeder of overgrootmoeder van Pacal de Grote. Ze besteeg de troon kort na het overlijden van haar voorganger, Kan Balam I, waarschijnlijk onder uitzonderlijke omstandigheden, daar de Mayacultuur slechts zeer weinig vrouwelijke vorsten kende. De ahau Pacal I was de zoon of de echtgenoot van Yohl Ik'nal.
Tijdens haar regeerperiode leed de stad een aanmerkelijk verlies in de strijd met de stadstaat Calakmul, in een slag die plaatsvond op 23 april 599. Waarschijnlijk moest Palenque daarna schatting aan die stad betalen, maar dat kostte Yohl Ik'nal niet de kop, daar zij vervolgens nog ruim vijf jaar regeerde.